# Marc Albrighton
Marc Kevin Albrighton, född 18 november 1989 i Tamworth, Staffordshire, är en engelsk fotbollsspelare. Han spelar som mittfältare.

## Karriär
Den 31 januari 2023 lånades Albrighton ut av Leicester City till West Bromwich Albion på ett låneavtal över resten av säsongen.